# Euclysia restricta
Euclysia restricta är en fjärilsart som beskrevs av W. Warren 1894. Euclysia restricta ingår i släktet Euclysia och familjen mätare. Inga underarter finns listade i Catalogue of Life.